# Ганиева, Зиба Паша кызы
Зиба́ Паша́ кызы Гани́ева (азерб. Qəniyeva Ziba Paşa qızı; 20 августа 1923, Шемаха, Азербайджанская ССР; Чимкент, Казахская ССР, или Гулистан, Узбекская ССР — 2010, Москва) — участница Великой Отечественной войны, радист, снайпер, разведчик. Награждена орденами Красного Знамени, Красной Звезды, медалью «За Оборону Москвы» и Орденом Отечественной войны 1-й степени. 7 ноября 1941 года в составе 3-й Московской коммунистической стрелковой дивизии участвовала в параде на Красной площади. Только за апрель-май 1942 года записала на свой счёт 21 убитого вражеского военнослужащего. По её собственным словам, за всю войну она уничтожила 129 немецких солдат.

## Биография

### Предвоенный период
Зиба Ганиева родилась 20 августа 1923 года согласно некоторым источникам в азербайджанском городе Шемаха, согласно проекту «Подвиг народа» в казахстанском городе Чимкент, а согласно Азербайджанской советской энциклопедии в узбекском городе Гулистан. Отец Зибы был азербайджанцем, мать — узбечкой. В 14 лет девушка стала сиротой при живых родителях — в 1937 году мать Зибы была репрессирована, а отец — Паша Ганиев, вынужденно отказался от своей дочери, чтобы спасти ей жизнь. В том же году Зиба уехала в Ташкент, где поступила учиться на хореографическое отделение Узбекской филармонии. В 1940 году Зиба переехала в Москву, где поступила на актёрский факультет ГИТИСа. Уже будучи студенткой Московского государственного института театрального искусства имени А. В. Луначарского, в первые же дни войны, подобно сотням тысяч советских студентов, добровольцем записалась на фронт. Ганиева была направлена на краткосрочные стрелковые курсы, где обучалась владению пулемётом и стрельбе из снайперской винтовки, а также знакомилась с искусством разведки. 7 ноября 1941 года в составе 3-й Московской Коммунистической дивизии участвовала в параде на Красной площади, сразу же после окончания которого ушла защищать Родину.

### Великая Отечественная война

#### Призыв и служба
Красноармеец Зиба Ганиева — в РККА с 16 октября 1941 года. Место призыва — Краснопресненский РВК, Московская область, город Москва, Краснопресненский район.
Сражалась на Ленинградском и Северо-Западном фронтах. Будучи радистом, 16 раз в составе разведгрупп переходила линию фронта, откуда передавала по рации и приносила важные сведения о противнике. Считалась одним из лучших снайперов дивизии.
В октябре 1941 года стала стрелком 3-й Московской коммунистической стрелковой дивизии, где продолжала совершенствовать снайперское мастерство. В январе 1942 года на базе 3-й Московской коммунистической стрелковой дивизии была сформирована 130-я стрелковая дивизия (второе формирование). Весной 1942 года в составе дивизии прибыла на Северо-Западный фронт и включилась в активные боевые действия. Вместе с боевой подругой-комсомолкой Ниной Соловей, комсомолка Зиба Ганиева явилась инициатором организации снайперского движения в дивизии. Согласно «Подвигу народа» с 12 апреля по 23 мая 1942 года снайпер-разведчик 151-го отдельного мотострелкового разведывательного батальона этой дивизии Зиба Ганиева, действуя в районе сёл Чёрное, Лунево, Ожесцы и Дягилево, уничтожила 20 немцев, в том числе двух офицеров. Согласно книге В. С. Мурманцевой «Советские женщины в Великой Отечественной войне» за короткое время убила 21 гитлеровца. Из воспоминаний художника Таира Салахова в одной из бесед Ганиева сказала: «Таир, я убила сто двадцать девять фашистов».

#### Подвиг
23 мая 1942 года, в бою с большим числом врагов за село Большое Врагово Молвотицкого района Ленинградской области, Зиба Ганиева совершила подвиг. Получив от командования задачу вести снайперский огонь по немецкому гарнизону в селе Большое Врагово, Ганиева выдвинулась на высоту восточнее села. Когда в результате атаки танкового взвода фашисты начали отступать из села, Зиба Ганиева организовала группу из девяти бойцов и вела снайперский огонь по отступающему противнику. Сама Ганиева, выдвинувшись вперед, вела огонь с колена и застрелила шесть немцев. В это время группа под командованием младшего лейтенанта Марченко уже вела бой в самом селе. Марченко послал связного к Ганиевой с просьбой оказать огневую поддержку. Получив от командира 528-го стрелкового полка 130-й стрелковой дивизии майора Павлова в поддержку ещё шесть бойцов, Зиба Ганиева с группой из 15 бойцов двинулась на помощь отряду Марченко. По дороге в село группа подверглась обстрелу автоматчика, засевшего в развалинах здания. Не растерявшись, Зиба вместе с одним из бойцов обошла позицию автоматчика с тыла и расстреляла его в упор из автомата. В это время начался сильный миномётный обстрел, в результате которого Ганиева получила осколочное ранение в бок. Но к этому времени её группа уже соединилась с отрядом Марченко и совместными усилиями враг был окончательно выбит из села.

#### Ранение и госпиталь
Получившую тяжёлое ранение младшего лейтенанта Зибу Ганиеву, рискуя жизнью, с поля боя вынесли её товарищи: Нина Соловей, Федор Кириллов и Яков Коляко. Ганиеву чудом удалось отправить на самолёте в Москву. Она попала в госпиталь, где за ней ухаживала Мария Федоровна Шверник, спасшая Зибе жизнь. Ганиева умирала от заражения крови. Одиннадцать месяцев Мария Федоровна не отходила от постели Зибы, а когда та встала на ноги, рыдая от счастья, сказала: «Все нормальные женщины носят ребёнка 9 месяцев, я же тебя вынашивала 11 месяцев». После выписки из больницы Мария Федоровна Шверник и её муж, преемник Михаила Калинина на посту председателя Президиума Верховного Совета СССР в последние годы правления Сталина (1946—1953) — Николай Михайлович Шверник приняли азербайджанскую девушку в свою семью.
За боевые заслуги перед отечеством Зиба Ганиева была награждена орденами Красного Знамени, Красной Звезды, медалью «За оборону Москвы».

#### Обращение Ганиевой к матерям Кавказа
Слухи о подвигах отважной комсомолки разлетелись по всей советской стране. Во всех центральных и местных газетах была помещена её фотография и сообщения о том, что Зиба Ганиева из снайперской винтовки уничтожила уже 20 фашистов. А когда немецкие войска рвались к богатствам Кавказа и бакинской нефти, она обратилась с призывом к матерям, сёстрам и подругам встать на защиту своей великой Родины. В 1942 году журнал «Работница» в № 19—20 опубликовал её обращение:
«Враги посягают на наш чудесный, величественный Кавказ. Женщины гор: казачки, чеченки, кабардино-балкарки, азербайджанки, грузинки, армянки — все, кто живёт под небом Кавказа и Закавказья, помогайте своим мужьям и братьям, поднявшимся на разбойничьи полчища врага! Нефтью, хлопком, плодами цветущих садов — всем, что творят руки человека — труженика и труженицы, можно бить врага! Защитим, отстоим от проклятых варваров завоевания Великой Октябрьской социалистической революции: свободу, достоинство, честь! Не отдадим врагу наших жилищ, наших детей! Смерть врагам! Неминуемая смерть от нашего острого, закалённого оружия!»

### Послевоенный период
В 1945 году Ганиева сыграла роль персидской шахини в фильме Наби Ганиева «Тахир и Зухра».
После Победы Зиба Ганиева вышла замуж за азербайджанского дипломата Тофика Кадырова, который на тот момент являлся временным поверенным посольства СССР в Турции. Ганиева вместе с мужем вернулась в Москву, где у пары родился сын — Марат Кадыров.
Ганиева занималась историей, стала доктором востоковедения, профессором, кандидатом филологических наук. В 1955-56 гг. была заведующей кафедрой языка и литературы Бакинской высшей партийной школы. С 1956 года была научным сотрудником в Институте востоковедения Академии наук СССР.
В 1985 году, в честь 40-летней годовщины Победы в ВОВ, была награждена Орденом Отечественной войны 1-й степени.

## Воспоминания
Из статьи «Дорогие мои москвичи» лейтенанта Г. Д. Киевской, бывшего комсорга 518-го стрелкового полка («Дан приказ ему на запад», «Воениздат», 1968):
В Московской Коммунистической дивизии я познакомилась со студенткой 1-го курса института Театрального искусства Зибой Ганиевой. На фронте она овладела снайперским мастерством, стала одним из лучших снайперов Северо-Западного фронта. После второго ранения Зиба около двух лет пролежала в госпитале. Долгая борьба за жизнь, за здоровье. Потом не менее упорная борьба за знания. После войны она окончила институт, затем аспирантуру. Получила учёную степень.

## Награды
- Медаль «За оборону Москвы»
- Орден Красного Знамени
- Орден Красной Звезды
- Орден Отечественной войны I степени